# 메시에 91
메시에 91(NGC 4548, Messier 91)은 머리털자리에 있는 나선 은하이다. 머리털자리 은하단에 속하는 은하이기도 하다.

## 같이 보기
- 메시에 천체 목록